# Argólico

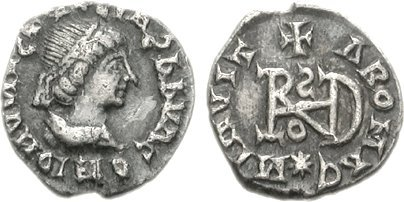
Síliqua de r.

Argólico (em latim: Argolicus) foi um nobre italiano do século VI, ativo durante o reinado do rei ostrogótico Teodorico, o Grande (r. 474–526). Um homem ilustre (vir illustris) era filho e neto de oficiais de nome desconhecidos que exerceram ofícios distintos; o primeiro foi louvado por Cassiodoro por sua conduta como conde da fortuna privada sob Odoacro (r. 476–493), enquanto o outro era um erudito que exerceu as funções de advogado, conde das sagradas liberalidades e mestre dos ofícios.
Entre setembro de 510 e agosto de 511, Argólico exerceu a função de prefeito urbano de Roma, com sua nomeação sendo mencionada na obra de Cassiodoro. Durante esteve em ofício, foi instruído a auxiliar na nomeação do nobre Superbo, filho de Armentário, para o senado. Ele utilizou de seus próprios recursos para cumprir a missão, e ao ser descoberto, foi repreendido por Teodorico. Nada mais se sabe sobre ele, exceto que provavelmente faleceu em 526, quando seus herdeiros, conjuntamente com aqueles de Amandiano, estavam em disputa por sua propriedade com Teodato.